# Micrapatetis pyrastis
Micrapatetis pyrastis là một loài bướm đêm trong họ Noctuidae.